# Alfa Romeo GT
Alfa Romeo GT är en Gran turismo, tillverkad av den italienska biltillverkaren Alfa Romeo mellan 2004 och 2010.
Alfa GT presenterades på Genèvesalongen 2003. Den bygger på 156-chassit, men delar även komponenter med 147:an. GT:n är en "vuxnare" bil än sportbilen Brera, med ett fullstort baksäte och mer modesta prestanda.
Versioner:
| Modell   | Motor               | Cylindervolym | Effekt     | Bränslesystem           |
| -------- | ------------------- | ------------- | ---------- | ----------------------- |
| 1.8 TS   | 4-cyl radmotor DOHC | 1747 cm³      | 140 hk     | Bränsleinsprutning      |
| 1.9 JTDM | 4-cyl radmotor DOHC | 1910 cm³      | 150-170 hk | Common rail turbodiesel |
| 2.0 JTS  | 4-cyl radmotor DOHC | 1970 cm³      | 165 hk     | Direktinsprutning       |
| 3.2 V6   | 6-cyl V-motor DOHC  | 3179 cm³      | 240 hk     | Bränsleinsprutning      |

- Wikimedia Commons har media som rör Alfa Romeo GT.